# Kamionka Strumiłowa Nord (gmina)
Gmina Kamionka Strumiłowa Nord (gmina Kamionka Strumiłowa-Północ) – dawna gmina wiejska funkcjonująca w latach 1941–1944 pod okupacją niemiecką w Polsce. Siedzibą gminy była Kamionka Strumiłowa (należąca do gminy Kamionka Strumiłowa Süd).
Gmina Kamionka Strumiłowa Nord (Północ) została utworzona przez władze hitlerowskie z terenów okupowanych przez ZSRR w latach 1939–1941, stanowiących przed wojną główną część zlikwidowanej gminy Kamionka Strumiłowa  należącej  do powiatu kamioneckiego w woj. tarnopolskim. Gmina weszła w skład powiatu kamioneckiego (Kreishauptmannschaft Kamionka Strumiłowa), należącego do dystryktu Galicja w Generalnym Gubernatorstwie. W skład gminy wchodziły miejscowości: Batiatycze, Gruszka, Jagonia, Jazienica Polska, Jazienica Ruska, Konstantówka, Lipniki, Łany Niemieckie, Łany Polskie, Łapajówka, Obydów, Różanka, Ruda Sielecka, Zdeszów i Zubowmosty.
Po wojnie obszar gminy wszedł w struktury administracyjne ZSRR.